# Биккенбах (Бергштрасе)
Биккенбах (нем. Bickenbach) — община в Германии, в земле Гессен. Подчиняется административному округу Дармштадт. Входит в состав района Дармштадт-Дибург. Население составляет 5478 человек (на 31 декабря 2010 года). Занимает площадь 9,26 км².